# Luigi XII di Francia
Luigi XII di Valois-Orléans, antonomasticamente definito "il Padre del Popolo" e conosciuto dai contemporanei in Italia prima come duca di Orliens e poi come re Ludovico XII (in francese Louis XII le Père du Peuple; Blois, 27 giugno 1462 – Parigi, 1º gennaio 1515), fu signore di Baux, re di Francia dal 1498 al 1515, e re di Napoli come Luigi II. Egli fu l'unico membro del ramo dei Valois-Orléans a diventare re di Francia.

## Biografia

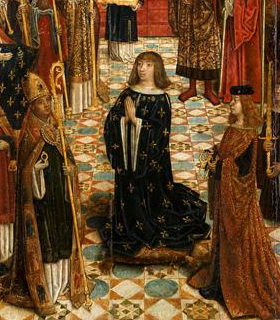
Il cardinale Guillaume Briçonnet incorona Luigi XII nella cattedrale di Reims

Figlio di Carlo d'Orleans e Maria di Clèves, Luigi nacque il 27 giugno 1462 nel castello di Blois, Francia, e successe al padre come duca d'Orléans nel 1465.
Benché gli storici adottino oggi la forma "Luigi" nel tradurre il suo nome in italiano, uniformandolo così agli altri monarchi francesi, egli non l'adottò mai: in Italia fu sempre conosciuto come il duca "Ludovico d'Orliens", poi come "re Ludovico XII".
Durante la minore età di Carlo VIII fomentò la cosiddetta guerra folle (1485-1488); fatto prigioniero a Saint-Aubin-du-Cormier (1488), fu liberato nel 1491.

### Prima guerra d'Italia 1494-1495
Dopo essere stato graziato, si dedicò alla causa realista e con Carlo VIII partecipò alla prima discesa in Italia, guidando le avanguardie dell'esercito. Egli si intitolava duca di Milano iure ereditario e mirava alla conquista di quel ducato, rifacendosi ai diritti ereditati dalla nonna Valentina Visconti. Malgrado le latenti ostilità, egli fu accolto onorevolmente dai duchi di Milano Ludovico il Moro e Beatrice d'Este quando, nel luglio 1494, si trovò a passare per le loro terre, e i primi mesi passarono sotto il segno dell'amicizia: Luigi si rivolgeva a Ludovico chiamandolo e firmandosi suo "bon cousin" e intratteneva con la duchessa Beatrice una sorta di corteggiamento galante, con frequenti scambi di regali accompagnati da bigliettini affettuosi.
La situazione cambiò dopo la conquista di Napoli, quando Ludovico abbandonò l'alleato francese per schierarsi con la Lega Santa, espressamente formatasi per scacciare i francesi dalla penisola. Luigi ne approfittò per tentare di conquistare il ducato di Milano, indebolito da una crisi economica, e l'11 giugno 1495 occupò con le proprie truppe la città di Novara, che gli si diede per tradimento. Fu sul punto di soggiogare il Moro, il quale non si rivelò in grado di far fronte alla situazione, ma si scontrò con la fiera opposizione della moglie Beatrice d'Este, che lo costrinse ad un lungo e logorante assedio dal quale uscì infine sconfitto.
Alla morte di Carlo VIII, deceduto il 7 aprile 1498 senza eredi, in quanto i tre figli maschi erano morti prima di lui, si dovette risalire fino a re Carlo V, il Saggio per individuare l'avente diritto al trono di Francia. Il trono spettava quindi a Luigi, pronipote di Carlo V, attraverso il padre Carlo e il nonno Luigi di Valois, figlio cadetto di Carlo V. Dopo una lunga trattativa con papa Alessandro VI, Luigi ottenne lo scioglimento del precedente matrimonio con Giovanna di Valois e sposò la vedova di Carlo VIII, Anna di Bretagna, mantenendo i diritti su quel ducato.

### Seconda guerra d'Italia 1499-1504
Luigi XII intraprese la spedizione del 1499-1500 in Italia. Preceduta da un abile gioco diplomatico che gli aveva procurato l'aiuto di Venezia (a cui concesse Cremona e la Ghiara d'Adda), degli Svizzeri (ai quali concesse la Contea di Bellinzona, corrispondente al Canton Ticino) e del papa Alessandro VI (al cui figlio, Cesare Borgia, aveva concesso il Ducato di Valentinois e la mano di Charlotte d'Albret), la spedizione giunse con facilità alla conquista del Ducato di Milano (6 settembre 1499).
Come duca di Milano, Luigi XII viene ritratto nel quadro di Alvise De Donati, Maria Maddalena, Marta, Lazarro e Massimino adorati dal principe e la principessa di Provenza (Museo nazionale d'arte della Catalogna, Barcellona originariamente nella chiesa di San Bartolomeo a Caspano). Il re e la regina di Francia, identificati come principi di Provenza, sono inginocchiati, il re ha tra le mani la corona che compare sulle monete coniate dalla zecca di Milano. Questo è l’unico ritratto a figura intera di un re di Francia, eseguito da un pittore del Rinascimento italiano, giunto fino a noi.
Meno fortunata fu la conquista di Napoli, preparata dal Trattato di Granada (novembre 1500), che prevedeva una spartizione delle conquiste tra Francia e Spagna, e garantita dalla neutralità (ottenuta per via diplomatica) di Venezia e del papa; inizialmente l'impresa fu, anche questa volta, un successo quasi immediato.

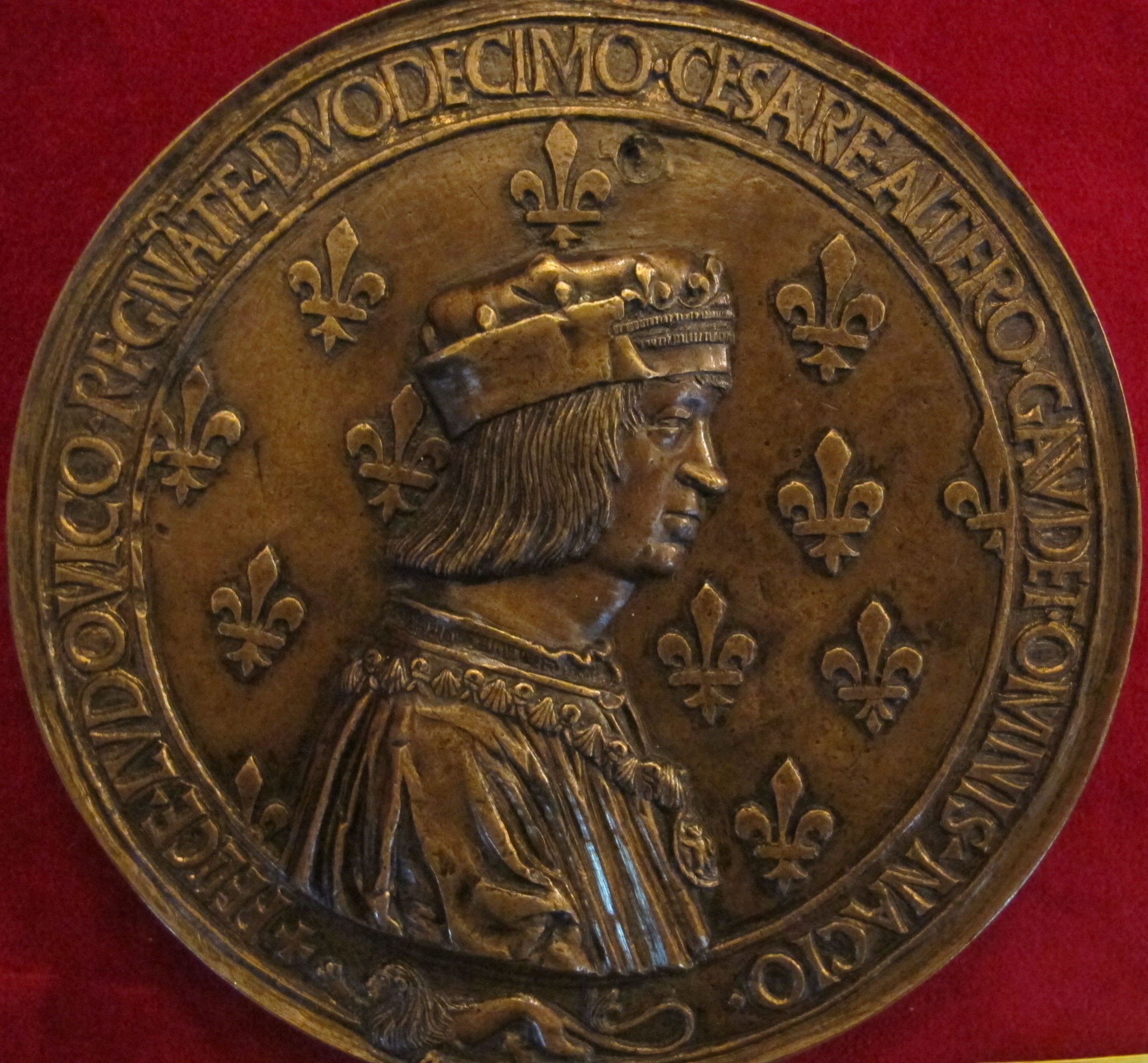
Jean Perréal, medaglia raffigurante Luigi XII di Francia, 1500

Nell'estate del 1501 Napoli era conquistata, ma, sopravvenuto il disaccordo tra gli alleati e la conseguente guerra tra Francia e Spagna, la spedizione finì per i Francesi in un completo disastro; dopo quasi due anni di resistenza essi furono sconfitti presso il Garigliano, 1503, e l'armistizio di Lione, 1504, sancì il loro insuccesso.

### Terza guerra del 1508-16 o guerra della Lega di Cambrai

Litterae super abrogatione pragmatice sanctionis, 1512

Qualche anno dopo, la Lega di Cambrai, conclusa in funzione antiveneziana, portava i Francesi nuovamente in Italia, dove Venezia subì una dura sconfitta ad Agnadello, 1509, per mano dell'esercito francese.

Impresa di re luigi dodicesimo

A ciò seguì però una nuova politica (antifrancese) di Giulio II. Alla serie di alleanze concluse in funzione antifrancese, Luigi oppose il Conciliabolo di Pisa (1511) e tentò di far deporre il papa, che gli oppose la Lega Santa (1511-1513), vera coalizione antifrancese. I Francesi, guidati da Gastone di Foix-Nemours, sconfissero gli Spagnoli a Ravenna (1512), ma in Lombardia, di fronte agli Svizzeri, furono costretti a ritirarsi; nuove sconfitte a Novara (battaglia dell'Ariotta 1513), di fronte agli Svizzeri, e a Guinegatte (1513), contro gli Inglesi, li costrinsero a capitolare. Luigi dovette eliminare la presenza francese dall'Italia e solo grazie ad abili negoziati preservò l'integrità del regno.

### Morte

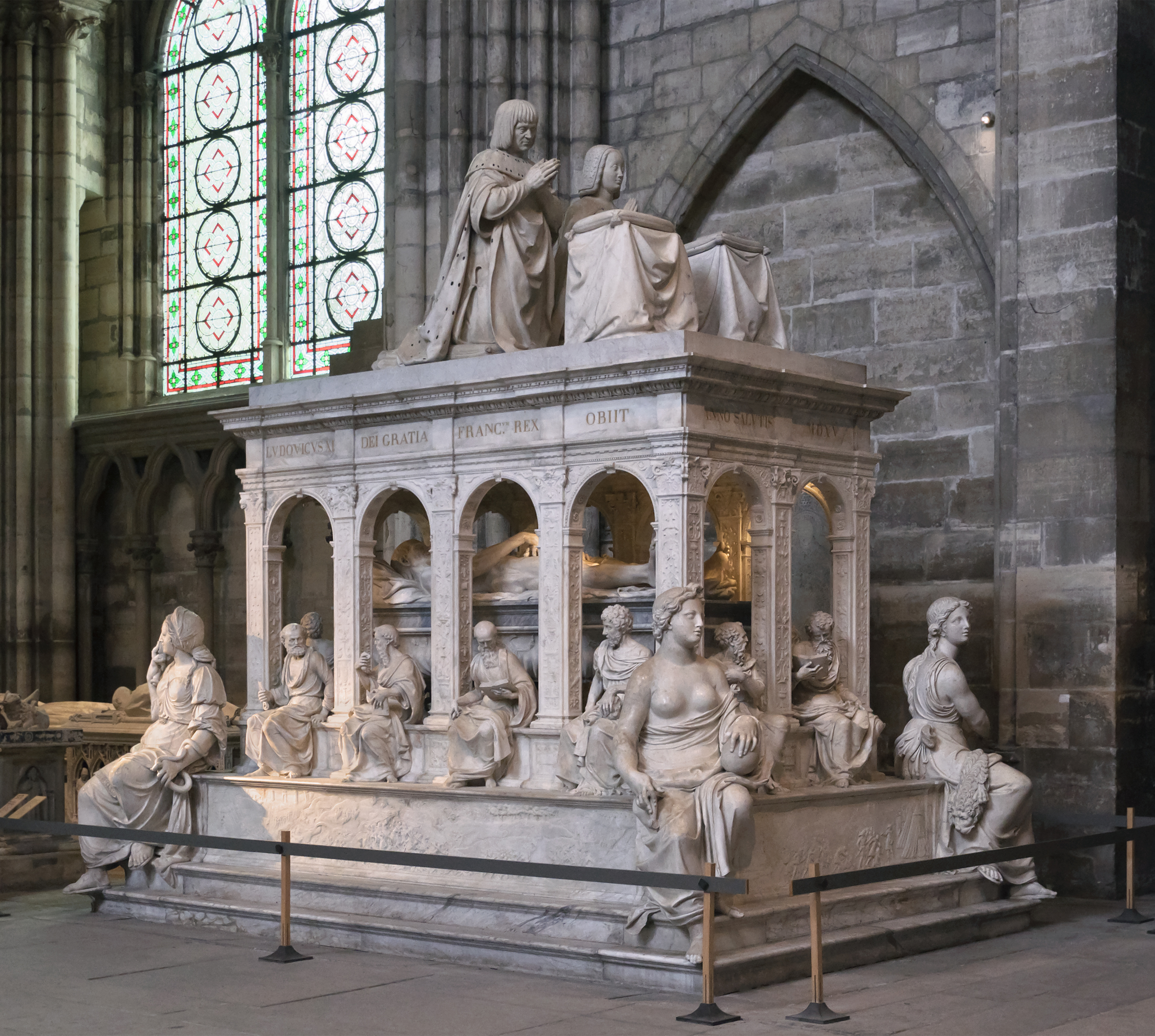
La tomba di Luigi XII e della moglie nella basilica di Saint-Denis, Parigi

Sofferente da tempo di una grave forma di gotta, ricevette l'estrema unzione nelle prime ore del 1º gennaio 1515 e morì la sera stessa, a meno di tre mesi dall'ultimo matrimonio, tanto da alimentare la leggenda che fossero stati eccessi amatori in camera da letto a causarne la morte.
Suo biografo ufficiale - e storico di corte - è stato lo scrittore e umanista Jean d'Auton, che a partire dal 1507 compilò le Chroniques de Louis XII, pubblicate a Parigi solo a fine Ottocento. 
Una disamina dei suoi errori strategici nell'ambito delle guerre d'Italia è contenuta nel III capitolo del Principe di Niccolò Machiavelli.

## Aspetto e personalità

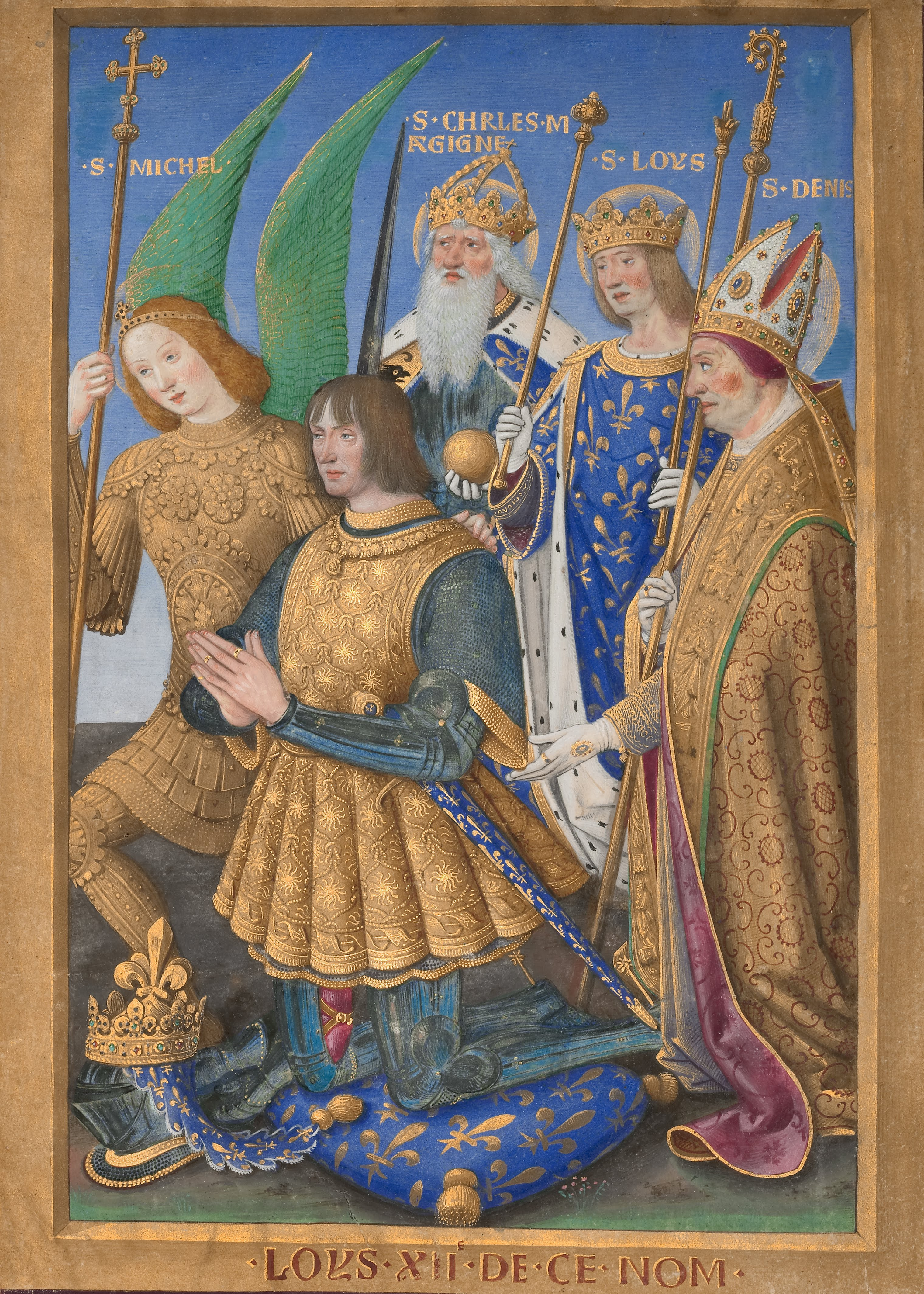
Luigi XII all'età di 36 anni (1498).

Il cronista Marin Sanudo lo descrive di bell'aspetto e di alta statura, caratterialmente allegro, saggio e capace nel governo; fisicamente instancabile, abile nel gioco della palla, nel tirare pali di ferro e nel giostrare. Quasi ogni giorno andava a caccia.
(Marin Sanudo, Diarii)
Filippo di Comines lo dice "giovane e di bell'aspetto, ma troppo amante dei suoi piaceri".

Stendardo Reale di Luigi Dodicesimo

Benché non raggiungesse mai i livelli del predecessore Carlo, anche Luigi fu appassionato del genere femminile: Baldassarre Castiglione, in occasione della sua entrata a Milano nel 1500, scrisse ch'egli era solito guardare un po' troppo maliziosamente le donne, "che si dice gli piacciono assai". Barone, buffone della corte del Moro, ironizzò sulla sua fugace visita a Milano nel 1494, dicendo che, dopo aver voluto baciare sulla bocca - secondo l'usanza francese - la giovane duchessa Beatrice d'Este e tutte le belle dame del suo seguito, non appena ebbe baciato anche Polissena (forse la vecchia Polissena d'Este) Luigi "ne fu cussì sacio che 'l non ne volse più".
Nel 1501 si innamorò di Barbara Gonzaga, moglie del condottiero Gianfrancesco Sanseverino, descritta come una donna bellissima, e si disse che per questo avesse mandato il marito a morire a Napoli, "per aver piui comoditade de parlar cum lei".

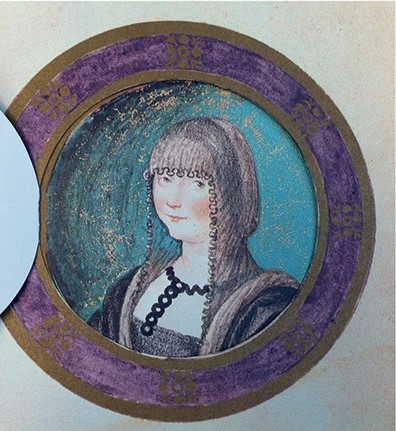
Ippolita Fioramonte

Dopo la conquista di Genova nel 1502, iniziò una storia d'amore (si disse platonica) con Tommasina, moglie di Battro Spinola, considerata la più bella donna di quelle terre. La storia si trasformò forse in leggenda: Giovanni d'Auton scrisse nelle sue cronache che Tommasina si innamorò perdutamente del re, "che era un bel principe a meraviglia, sapientissimo e molto abile parlatore", e lo pregò di diventare il suo "intendio", termine che in genovese vuol significare innamorato platonico. Anche dopo il ritorno di Luigi per la Francia, la donna mantenne inalterato il suo amore. Quando, nel 1503, le giunse la falsa notizia che il re era morto nella battaglia di Cerignola, morì di crepacuore, prima ancora che Giovanni d'Auton, inviato dal re, potesse arrivare a Genova per smentire la voce.
Nel 1507 la "più sua favorita e formosissima [bellissima]" era Ippolita Fioramonte, che si suppone essere stata amante, in precedenza, dello sconfitto duca Ludovico il Moro.

## Matrimoni
Nel 1476, all'età di quattordici anni, Luigi fu obbligato dal suo secondo cugino, Luigi XI, re di Francia, a sposare la di lui figlia: la pia, ma disabile (in quanto gobba e zoppa), Giovanna (1464–1505). L'obiettivo del monarca era in tal modo impedire al giovane cugino di avere una successione. Egli mostrò sempre disprezzo verso la moglie e, dopo la morte di Carlo VIII nel 1498, fece annullare il matrimonio, con la scusa d'essere stato costretto a sposare Giovanna sotto minaccia e di non aver mai consumato il matrimonio. Giovanna, dal canto suo, dichiarò che il matrimonio era invece stato consumato e che i rapporti fra lei e il marito erano stati teneri nel periodo in cui egli era in disgrazia e prigioniero; interrogata da prelati e giuristi e sotto pressione, Giovanna infine ritrattò le proprie dichiarazioni, accettando l'annullamento del matrimonio.
Mentre le pratiche erano ancora in corso, progetto di Luigi era sposare la vedova di Carlo, Anna di Bretagna. Secondo una tradizione, raccolta negli Anecdotes secretes des règnes de Charles VIII et de Louis XII di Pierre de Lesconvel, egli era innamorato di Anna già da molti anni, e ricambiato. Secondo il Comines, invece, Anna odiava Luigi poiché le era sembrato di vederlo eccessivamente lieto della morte del piccolo Carlo Orlando, suo figlio e unico erede al trono. In ogni caso, il matrimonio con Anna avrebbe garantito al nuovo re il possesso dell'importante ducato di Bretagna.

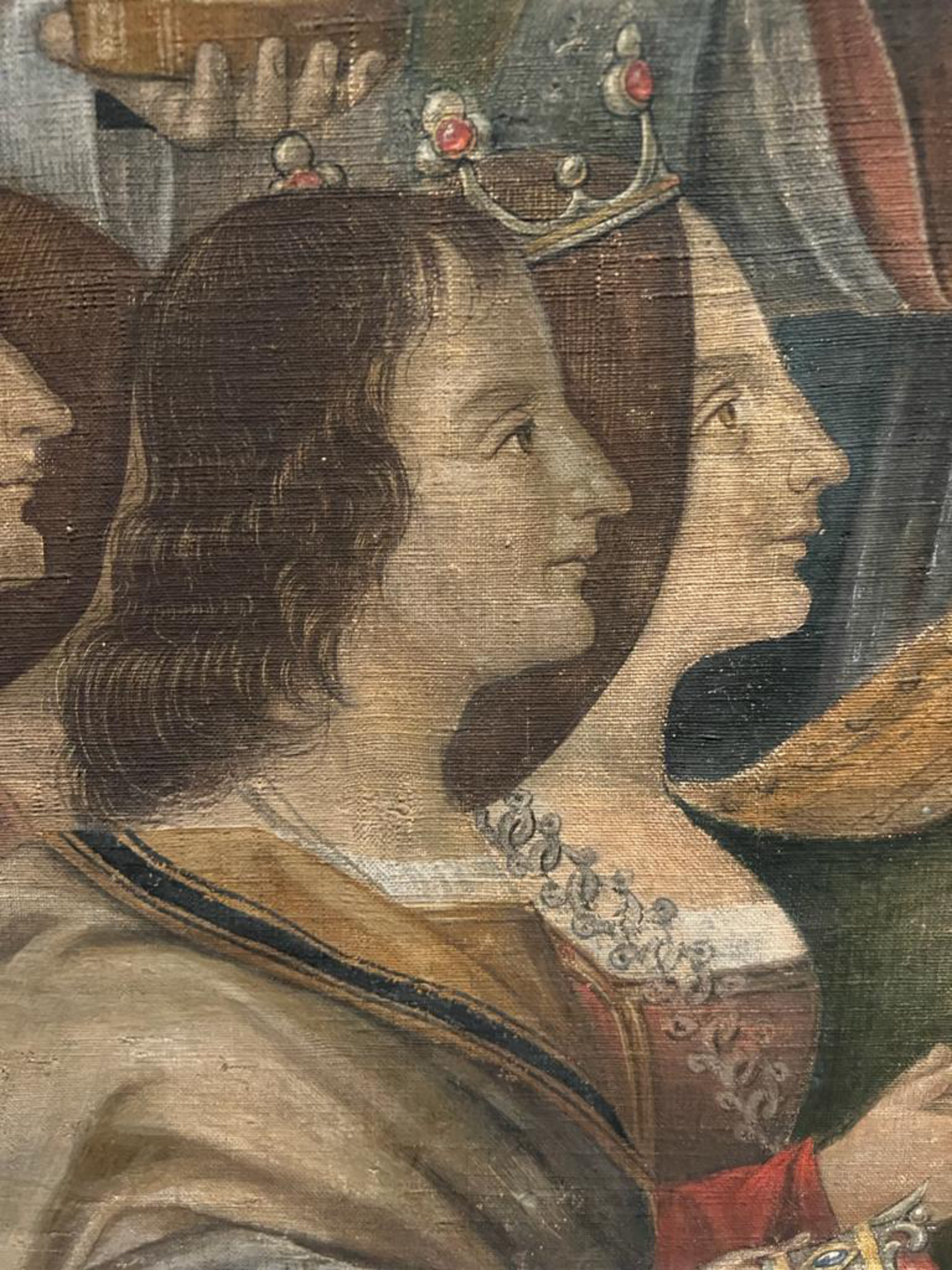
Luigi XII e Anna di Bretagna, particolare da un dipinto di Alvise De Donati

Le pratiche che portarono alla conclusione di questo secondo matrimonio furono contorte: Anna ripugnava nuove nozze e desiderava tornare nel suo ducato, dicendo di non voler essere la concubina di Luigi poiché sapeva che, malgrado le dispense papali, non avrebbe mai potuto essere la sua vera moglie. Come scusa, ella gli avrebbe risposto che Carlo non era mai vissuto contento perché non aveva avuto prole, e che la medesima cosa sarebbe accaduta a lui se l'avesse sposata. Si disse che Luigi fosse tanto esasperato dalla cosa da arrivare a concederle l'autorizzazione di ritirarsi in Bretagna e di risposarsi con chi volesse. Nell'agosto 1498 la situazione cambiò e Anna diede il suo consenso alle nozze. In Savoia circolava già la voce che i due si fossero segretamente sposati e che il matrimonio fosse già stato consumato. In verità Anna si rifiutò di contrarre matrimonio prima che fosse effettivo l'annullamento del primo, dicendo di essere "di casa troppo buona per essere puttana di Francia", ma infine confessò d'essere lusingata che il re l'avesse scelta per moglie. Secondo Pélissier, Luigi "non nascondeva il suo amore per lei: l'amava tanto per ragione politica, quanto per affeziona naturale. Lasciò credere ch'egli l'amasse fin da quando era in vita Carlo VIII, e che questo amore era stato in parte causa della gelosia di Carlo VIII contro di lui".
Dopo la morte di Anna, Luigi sposò Maria Tudor, sorella del re inglese Enrico VIII, nella speranza di riuscire a procreare un erede maschio che tuttavia non giunse. Le nozze avvennero ad Abbeville, in Francia, il 9 ottobre 1514.

## Discendenza
Luigi ebbe figli solo dalla sua seconda moglie, Anna di Bretagna, ma solo due figlie sopravvissero:
- Claudia di Francia (1499–1524), sposata con Francesco I, re di Francia;
- Renata di Francia (1510–1575), sposata con Ercole II d'Este, duca di Ferrara.

## Ascendenza

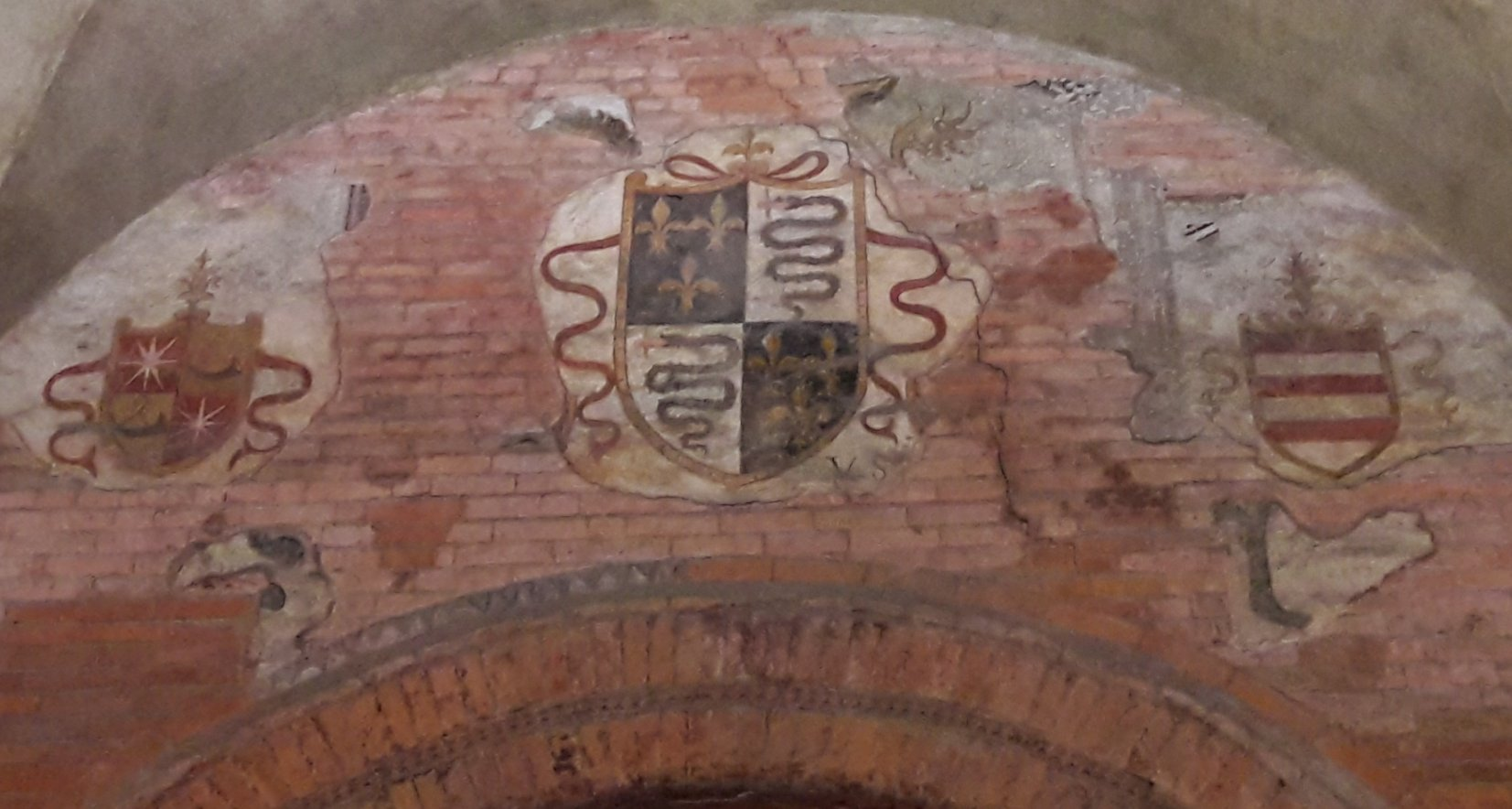
Portico del Palazzo del Comune di Cremona: al centro lo stemma di Luigi XII Re di Francia e Duca di Milano; a destra l'antico stemma di Cremona; a sinistra lo stemma della Famiglia del Balzo (de Baux)

|                       |                    |                        | Genitori                     |  |  | Nonni |  |  | Bisnonni           |  |  | Trisnonni              |  |
|                       |                    |                        |                              |  |  |       |  |  | Carlo V di Francia |  |  | Giovanni II di Francia |  |
|                       |                    |                        |                              |  |  |       |  |  | Carlo V di Francia |  |  | Giovanni II di Francia |  |
|                       |                    | Bona di Lussemburgo    |                              |  |  |       |  |  | Carlo V di Francia |  |  |                        |  |
| Luigi di Valois       |                    |                        |                              |  |  |       |  |  | Carlo V di Francia |  |  |                        |  |
|                       |                    | Giovanna di Borbone    | Pietro I di Borbone          |  |  |       |  |  |                    |  |  |                        |  |
|                       |                    | Giovanna di Borbone    | Pietro I di Borbone          |  |  |       |  |  |                    |  |  |                        |  |
|                       |                    | Giovanna di Borbone    | Isabella di Valois           |  |  |       |  |  |                    |  |  |                        |  |
| Carlo, duca d'Orleans |                    | Giovanna di Borbone    |                              |  |  |       |  |  |                    |  |  |                        |  |
|                       |                    | Gian Galeazzo Visconti | Galeazzo II Visconti         |  |  |       |  |  |                    |  |  |                        |  |
|                       |                    | Gian Galeazzo Visconti | Galeazzo II Visconti         |  |  |       |  |  |                    |  |  |                        |  |
|                       |                    | Gian Galeazzo Visconti | Bianca di Savoia             |  |  |       |  |  |                    |  |  |                        |  |
| Valentina Visconti    |                    | Gian Galeazzo Visconti |                              |  |  |       |  |  |                    |  |  |                        |  |
|                       |                    | Isabella di Valois     | Giovanni II di Francia       |  |  |       |  |  |                    |  |  |                        |  |
|                       |                    | Isabella di Valois     | Giovanni II di Francia       |  |  |       |  |  |                    |  |  |                        |  |
|                       |                    | Isabella di Valois     | Bona di Lussemburgo          |  |  |       |  |  |                    |  |  |                        |  |
| Luigi XII di Francia  |                    | Isabella di Valois     |                              |  |  |       |  |  |                    |  |  |                        |  |
|                       | Adolfo III di Mark | Adolfo II di Mark      |                              |  |  |       |  |  |                    |  |  |                        |  |
|                       | Adolfo III di Mark | Adolfo II di Mark      |                              |  |  |       |  |  |                    |  |  |                        |  |
|                       | Adolfo III di Mark | Margherita di Clèves   |                              |  |  |       |  |  |                    |  |  |                        |  |
| Adolfo I di Kleve     | Adolfo III di Mark |                        |                              |  |  |       |  |  |                    |  |  |                        |  |
|                       |                    | Margherita di Julich   | Gerardo di Berg              |  |  |       |  |  |                    |  |  |                        |  |
|                       |                    | Margherita di Julich   | Gerardo di Berg              |  |  |       |  |  |                    |  |  |                        |  |
|                       |                    | Margherita di Julich   | Margherita di Ravensberg     |  |  |       |  |  |                    |  |  |                        |  |
| Maria di Clèves       |                    | Margherita di Julich   |                              |  |  |       |  |  |                    |  |  |                        |  |
|                       |                    | Giovanni di Borgogna   | Filippo II di Borgogna       |  |  |       |  |  |                    |  |  |                        |  |
|                       |                    | Giovanni di Borgogna   | Filippo II di Borgogna       |  |  |       |  |  |                    |  |  |                        |  |
|                       |                    | Giovanni di Borgogna   | Margherita III delle Fiandre |  |  |       |  |  |                    |  |  |                        |  |
| Maria di Borgogna     |                    | Giovanni di Borgogna   |                              |  |  |       |  |  |                    |  |  |                        |  |
|                       |                    | Margherita di Baviera  | Alberto I di Baviera         |  |  |       |  |  |                    |  |  |                        |  |
|                       |                    | Margherita di Baviera  | Alberto I di Baviera         |  |  |       |  |  |                    |  |  |                        |  |
|                       |                    | Margherita di Baviera  | Margherita di Brieg          |  |  |       |  |  |                    |  |  |                        |  |
|                       |                    | Margherita di Baviera  |                              |  |  |       |  |  |                    |  |  |                        |  |